# Britische Herrschaft in Ägypten

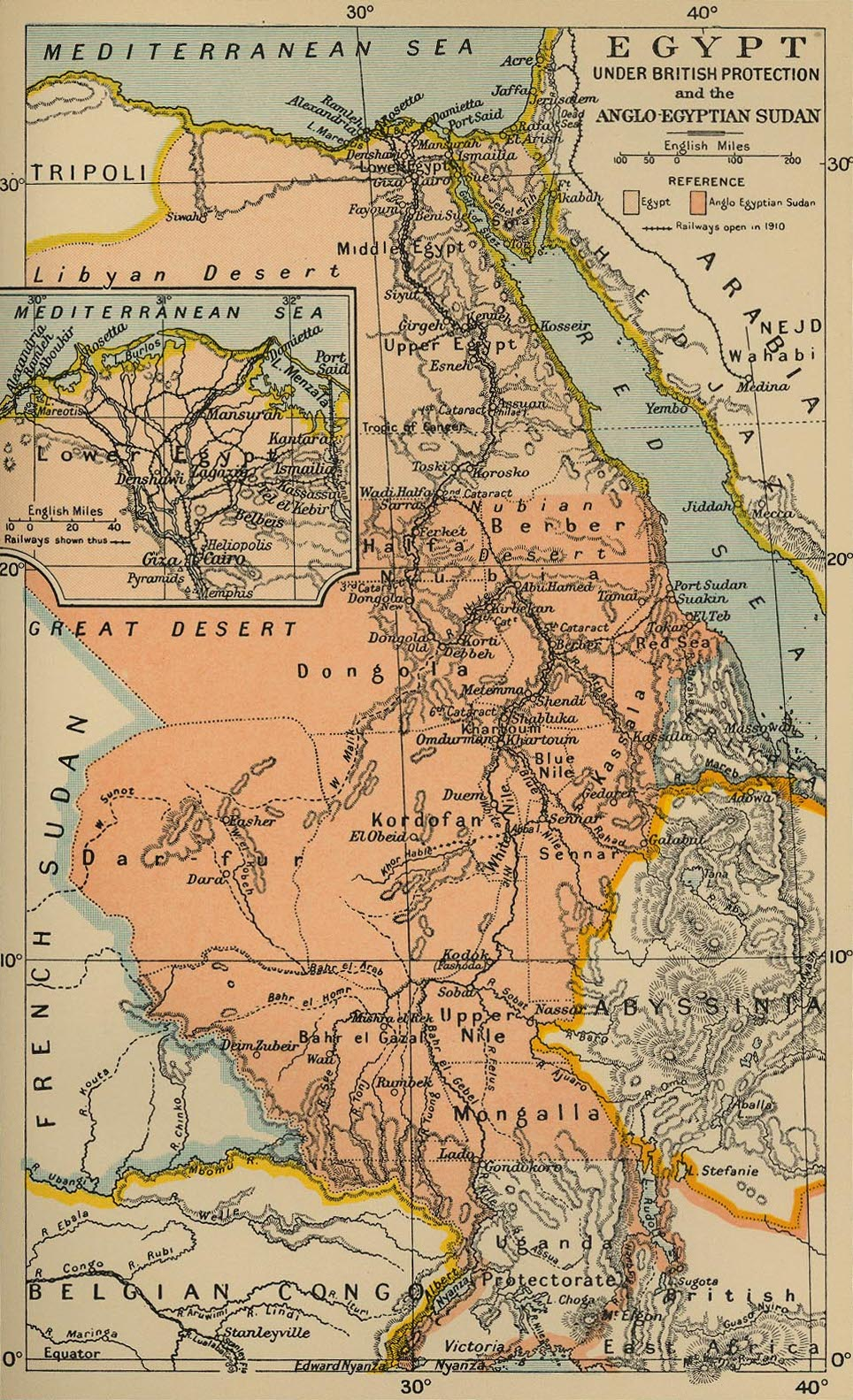
Karte des britisch beherrschten Ägyptens und des Anglo-Ägyptischen Sudans, 1912

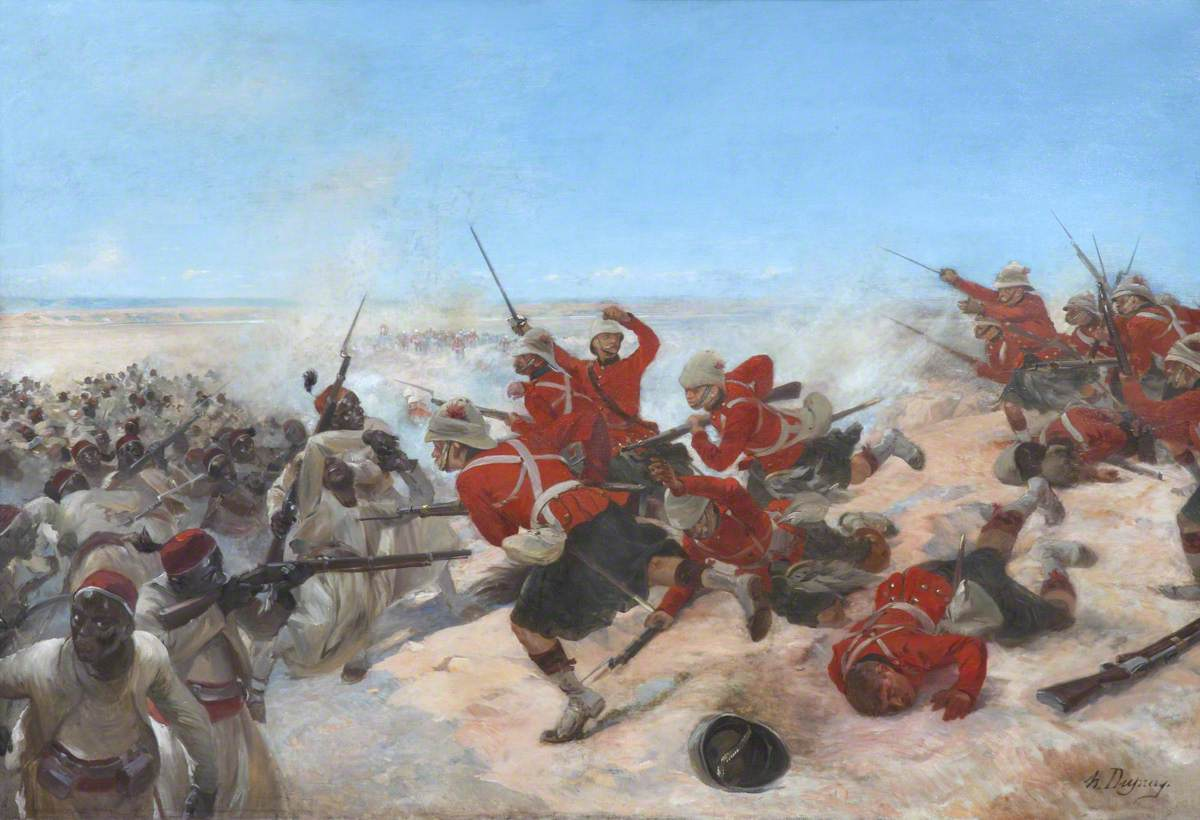
Henri-Louis Dupray: Bataille de Tel-el-Kebir (Schlacht von Tel-el-Kebir), um 1900, Öl auf Leinwand, 81,3 × 116,2 cm, National Army Museum, London

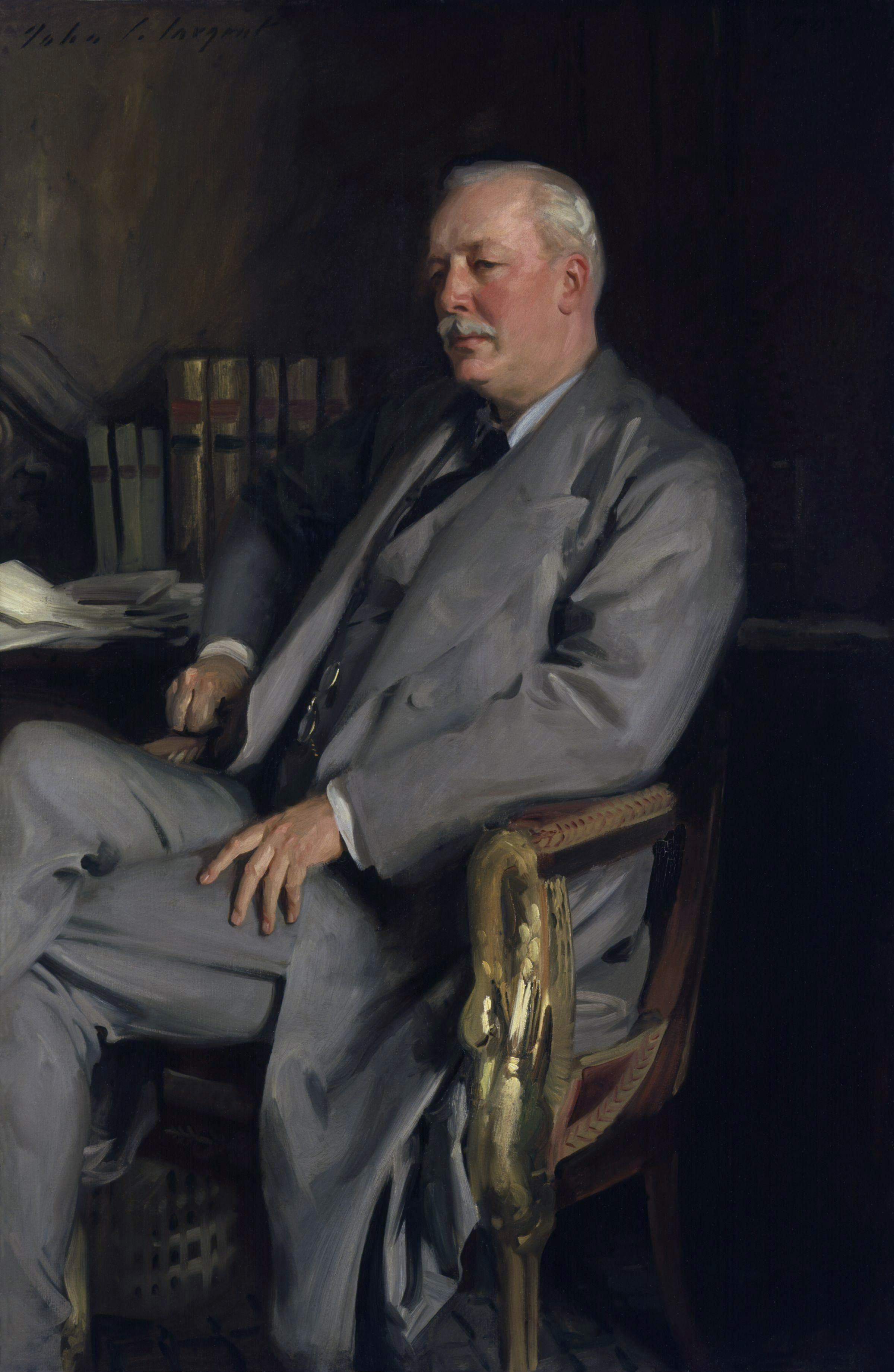
John Singer Sargent: Evelyn Baring, undatiert, Öl auf Leinwand, 148,8 × 98,4 cm, National Portrait Gallery, London

Die britische Herrschaft in Ägypten bestand von 1882 bis zur formellen Unabhängigkeit des Landes als Königreich Ägypten im Jahr 1922. Dabei beherrschten die Briten Ägypten nie direkt, sondern setzten auf eine indirekte Kontrolle. Diese Herrschaftsform wird daher auch als veiled protectorate (verkapptes Protektorat) bezeichnet. Auch nach der Unabhängigkeit blieb der britische Einfluss auf das Land bis in die 1950er Jahre beträchtlich. Das britische Interesse war zweifach begründet: Zum einen wollten sie mit der Kontrolle des Sueskanals die Verbindung nach Indien, der wichtigsten britischen Kolonie, offenhalten. Zum anderen sahen sie sich als Vertreter einer zivilisierenden Mission, die den Ägyptern den Weg in die Moderne weisen sollte.

## Vorgeschichte
Unter Muhammad Ali Pascha erreichte Ägypten in der ersten Hälfte des 19. Jahrhunderts eine relative Unabhängigkeit vom Osmanischen Reich. Er und seine Nachfolger konnten als Khedive unter osmanischer Oberherrschaft eine gewisse Selbständigkeit erringen, betrieben eine expansive Politik und leiteten die Geschichte des modernen Ägyptens ein. Der Bau des Sueskanals (1859–1869) machte das Land derart von ausländischen Anleihen abhängig, dass die von Großbritannien und Frankreich eingerichtete Staatsschuldenverwaltung zur eigentlichen Regierung des Landes wurde. Zur Sicherung des Verbindungsweges nach Indien erwarb Großbritannien die ägyptischen Kanalaktien. Gegen die dem 1879 abgesetzten Khediven Ismail Pascha aufgezwungene internationale Finanzkontrolle des Landes entwickelte sich 1881 die nationalistische Urabi-Bewegung. Diese wendete sich gegen den beherrschenden europäischen Einfluss und die autokratische Regierung der Khediven. Ismails Sohn und Nachfolger Tawfiq wandte sich daher an Großbritannien.

## Die Britische Herrschaft in Ägypten
Im Zuge der Zerschlagung der Urabi-Bewegung kam es 1882 zum Anglo-Ägyptischen Krieg. Am 13. September 1882 wurde Ahmed Urabi Pascha in der Schlacht von Tel-el-Kebir geschlagen und Ägypten wurde durch britische Truppen unter Garnet Joseph Wolseley besetzt. Großbritannien übernahm die Kontrolle über das Land, ohne dessen formelle Zuordnung zum Osmanischen Reich zu beenden. Der Khedive von Ägypten blieb formell weiterhin Vasall der Osmanen. Die britische Herrschaft wurde durch den Generalkonsul vertreten, der als Berater des Khediven der tatsächliche Herrscher des Landes war. Die Ägyptische Armee wurde am 20. Dezember 1882 aufgelöst. Unter dem Kommando eines britischen Oberbefehlshabers, des Sirdar, und britischen Offizieren wurde sie neu aufgebaut.
Von 1883 bis 1907 wurde das Amt des Generalkonsuls („consul-general and agent“) von Evelyn Baring, ab 1892 der Earl of Cromer, ausgeübt, der die britische Herrschaft in Ägypten nachhaltig prägen sollte. 
Cromer interpretierte seine Rolle technokratisch. Er sah sich in erster Linie als Verwaltungsbeamter,  der sich auf die Verbesserung der finanziellen und wirtschaftlichen Lage Ägyptens und den Ausbau der Infrastruktur zu konzentrieren hatte. Auf diesem Feld hatte er auch die meisten Erfolge vorzuweisen: Reduzierung der hohen Verschuldung, höhere Staatseinnahmen, mehr Exporte, Verbesserung der landwirtschaftlichen Erträge und Fortschritte im Gesundheitswesen und die Abschaffung der Zwangsarbeit (Corvée). Bereiche wie Bildung, politische Beteiligung und gesellschaftliche Reformen hingegen standen weit hinten auf seiner Prioritätenliste und wurden dementsprechend vernachlässigt. Je nach Sichtweise fällt die Beurteilung von Cromers Herrschaft daher unterschiedlich aus.
In wirtschaftlicher Hinsicht wurde Ägypten in das britische Weltreich eingebunden und gänzlich dessen Interessen untergeordnet. So wurde die Landwirtschaft auf den Anbau von Baumwolle umgestellt. Zwischen 1882 und 1914 stieg der Anteil von Baumwolle am Gesamtexport von 75 auf 92 %. Dies führte neben der Ausweitung des Großgrundbesitzes dazu, dass Ägypten als traditionelles Getreideexportland nun Getreide einführen musste, um seine Bevölkerung ernähren zu können. Abgesehen von der Landwirtschaft investierten die Briten unter Cromer so gut wie nichts in den Aufbau der heimischen Industrie.
Um den großflächigen Baumwollanbau zu ermöglichen, mussten allerdings auch die Bewässerungsmethoden angepasst werden: Bisher war die ägyptische Landwirtschaft von der jährlich auftretenden Nilschwemme abhängig, die sich aber nicht mit den Anbauzeiträumen von Baumwolle vereinbaren ließen (Baumwolle wuchs am besten im Sommer, wenn der Nil Niedrigwasser führte). Wichtigstes Ziel der britischen Herrschaft war deswegen, die jährlichen Pegelschwankungen des Nils auszugleichen und durch kontinuierliche Bewässerung zu ersetzen, was bis zu drei Baumwollernten im Jahr erlaubte. Mit dem Bau der Assuan-Staumauer im Jahr 1902 war dies erstmals möglich. Für das ägyptische Bewässerungssystem, das sich seit der Pharaonenzeit im Großen und Ganzen nicht geändert hatte, war das eine Revolution. Die enorme Bedeutung des Nils für die Briten zeigt sich auch darin, dass enge Mitarbeiter des Generalkonsuls Bewässerungsingenieure waren, etwa William Willcocks, Colin Scott-Moncrieff oder William Garstin. Der Historiker und Geograf Terje Tvedt bezeichnet die britische Herrschaft in Ägypten daher auch als „hydropolitisches Regime“.
Das Bildungswesen wurde in der Cromer-Ära stiefmütterlich behandelt. Der Generalkonsul, sozialisiert in den Jahrzehnten nach dem Aufstand gegen die Briten in Indien, sah in höherer Bildung der Kolonialbevölkerung sowohl eine Gefahr für die britische Herrschaft als auch ein Hindernis für die politische und wirtschaftliche Entwicklung des Landes. Der geringe Stellenwert des Bildungswesens zeigt sich auch in Zahlen: Während im Jahr 1913 16 % des Haushalts für Infrastruktur und 26 % für Tribute ans Osmanische Reich und Schuldenrückzahlung vorgesehen waren, flossen nur 3 % ins Bildungsministerium.
Politische Reformen wurden ebenfalls nicht angegangen. Die herrschende Klasse bestand zunehmend aus britischen Beratern und Bürokraten, die eng mit dem Khedivat verbandelt waren und kein Interesse am Aufbau oder der Weiterentwicklung politischer Strukturen im Land hatten. In die Phase der britischen Herrschaft über Ägypten fällt auch die Entstehung der ägyptischen Nationalbewegung. Ein Katalysator war dabei der sogenannte Dinschawai-Zwischenfall, bei dem mehrere Dorfbewohner, nachdem sie mit britischen Soldaten aneinandergeraten waren, hingerichtet oder drakonisch bestraft wurden. Der Zwischenfall war eines der zentralen Ereignisse der Besatzungszeit: Er wurde zum Symbol der imperialistischen Willkür der Briten, zentralen Bezugspunkt der Nationalisten und Wendepunkt in den ägyptisch-britischen Beziehungen. Cromer musste einige Monate später zurücktreten. In der Folge entstanden die ersten Parteien, und es kam schrittweise zu politischen Reformen. Beispielsweise wurde die Legislative durch die Einführung von Provinzialräten gestärkt und im Gegenzug der Einfluss der britischen Funktionäre reduziert. Auch wenn alle Reformbemühungen nach dem Ausbruch des Ersten Weltkriegs 1914 pausiert wurden, waren sie Wegbereiter für die ägyptische Unabhängigkeit einige Jahre später.
Im Zuge der Unruhen während der Urabi-Bewegung breitete sich im ägyptisch besetzten Sudan der Mahdi-Aufstand aus. 1896 wurde eine anglo-ägyptische Streitmacht in Marsch gesetzt, um das Land zurückzuerobern. Der Sudan wurde nach der Schlacht von Omdurman aber nicht an Ägypten zurückgegeben, sondern als anglo-ägyptisches Kondominium konstituiert. Dieses Kondominium bestand von 1899 bis 1956.
Im Ersten Weltkrieg war der Sinai als Grenzgebiet zum osmanischen Palästina bis 1917 Kampfgebiet. Nach der Kriegserklärung Großbritanniens an das Osmanische Reich im November 1914 wurde der Khedive Abbas II. für abgesetzt erklärt und an seiner Stelle Hussein Kamil mit dem Titel eines Sultans als Herrscher Ägyptens eingesetzt. Das so entstandene Sultanat Ägypten wurde am 18. Dezember 1914 zum britischen Protektorat erklärt, womit die letzten formalen Beziehungen zum Osmanischen Reich aufgehoben wurden. Anstelle des Generalkonsuls übernahm ein britischer Hochkommissar die Verwaltungsaufgaben. In der Folge setzten die Briten die Kriegswirtschaft durch, was zu einer weitreichenden Verarmung der Bevölkerung führte, da durch die Kaufkraft der in Ägypten stationierten britischen und Empire-Truppen die Lebensmittelpreise stark anstiegen, andererseits aber die Baumwollpreise auf britischen Druck hin stark gesenkt wurden.
Als die Briten 1919 eine Abordnung ägyptischer Nationalisten unter Saad Zaghlul (Wafd-Partei) zur Pariser Friedenskonferenz verhinderten, kam es zu schweren Unruhen, Streiks und zum Boykott britischer Produkte. Unter diesem Druck setzte Hochkommissar Allenby durch, Ägypten die Unabhängigkeit zu gewähren, um weiterhin die britischen Interessen wahren zu können. Das Land erlangte am 28. Februar 1922 in der Declaration to Egypt formell die Unabhängigkeit, doch behielten sich die Briten einige Rechte vor. Am 15. März 1922 rief sich der bisherige Sultan als Fu'ād I. zum König aus, womit das Königreich Ägypten der britischen Herrschaft nachfolgte.
Durch den Bündnisvertrag vom 26. August 1936 verzichtete Großbritannien auf bestimmte Vorbehaltsrechte in Ägypten und zog seine Truppen bis auf die Sueskanalzone zurück, wobei es sich aber das Zugriffsrecht auf das ägyptische Transport- und Kommunikationssystem im Kriegsfall sicherte. Das Amt des Sirdar von Ägypten wurde abgeschafft.
Im Zweiten Weltkrieg berief sich Großbritannien unabhängig von einer ägyptischen Neutralitätserklärung auf den Anglo-Ägyptischen Vertrag von 1936, der bei einer Bedrohung des Sueskanals die Besetzung des Landes erlaubte. So wurde der Nordwesten Ägyptens zum Schlachtfeld der deutschen und italienischen Truppen unter Erwin Rommel und den Briten unter Bernard Montgomery. Die ägyptische Armee selbst blieb neutral.
Erst 1946 verließen die letzten britischen Truppen das Land. In der Sueskrise 1956 befreite sich Ägypten vollends aus der britischen Einflusssphäre.